# UFC 232
UFC 232: Jones vs. Gustafsson 2 fue un evento de artes marciales mixtas producido por Ultimate Fighting Championship el 29 de diciembre de 2018 en The Forum en Inglewood, California.

## Historia
Un combate por el Campeonato Peso Semipesado de UFC entre el excampeón Jon Jones y Alexander Gustafsson fue el evento estelar. Después de que el actual campeón de la división Daniel Cormier sé haya centrado en defender el Campeonato Peso Pesado de UFC, la promoción ha indicado que será despojado del título semipesado y el nuevo campeón saldrá de la pelea Jones/Gustafsson. Jones y Gustafsson se habían enfrentado antes en septiembre de 2013 en UFC 165 con Jones ganando y defendiendo su título por decisión unánime. La revancha había sido planeada para UFC 178 en septiembre de 2014, pero fue cancelada después de que Gustafsson se desgarrara el menisco derecho y el ligamento colateral lateral.
El evento originalmente se llevaría a cabo en el T-Mobile Arena en Paradise, Nevada. Sin embargo, el 23 de diciembre el evento fue movido a The Forum en Inglewood, California debido a una anomalía en un test antidrogas hecho a Jones a comienzo de mes. El test encontró en el cuerpo de Jones rastros de turinabol, la misma sustancia por la que había recibido  una suspensión de 15 meses en 2017. La Comisión Atlética del Estado de Nevada (NSAC) se rehusó a darle licencia a Jones para pelear debido a no tener el tiempo suficiente para hacer la correspondiente investigación, UFC decidió mover el evento a Inglewood donde la Comisión Atlética del Estado de California (CSAC) sí le dio la licencia a Jones. Jeff Novitzky, vicepresidente de salud y rendimiento de atletas de UFC dijo que USADA, en consulta con otras organizaciones, creen que la prueba es un residuo de la sustancia utilizada por Jones en 2017 y no producto de un nuevo caso de dopaje.
Cris Cyborg (quién fue campeona Peso Pluma de Strikeforce e Invicta FC) defenderá el Campeonato Peso Pluma de UFC frente a Amanda Nunes en el evento. Si Nunes sale victoriosa, se convertirá en la primera mujer en ser campeona de dos divisiones simultáneamente y la tercera persona en lograrlo (después de Conor McGregor en UFC 205 y Daniel Cormier en UFC 226), así como la sexta persona en ganar un título en una división de peso diferente. Esta será la cuarta vez en la historia de UFC que los campeones de diferentes divisiones pelean por el mismo título, después de UFC 94, UFC 205 y UFC 226.
Un combate de peso mosca femenino entre Sijara Eubanks y Jessica Eye se esperaba en el evento, pero Eubanks fue sacada de la pelea el 2 de octubre para pelear por el vacante Campeonato Peso Mosca de Mujeres de UFC contra Valentina Shevchenko en UFC 230. Sin embargo, aquella pelea fue cancelada una semana después. Eubanks quedó dentro de la cartelera de UFC 230 y peleó contra Roxanne Modafferi, mientras que Eye encontró una nueva adversaria en UFC 231.
Tom Duquesnoy enfrentaría a Nathaniel Wood en el evento. Sin embargo, Duquesnoy fue sacado de la pelea el 12 de noviembre por una lesión de costilla. Wood ahora enfrentará a Andre Ewell.
Se esperaba que Brian Kelleher y Montel Jackson se enfrentaran en UFC 230, pero el combate fue cancelado el mismo día del evento debido a problemas médicos de Kelleher y se lo reprogramó para este evento.
En el pesaje, Jackson pesó 137 libras, una libra por encima del límite de la división de peso gallo (136 lbs). Él fue multado con el 20% de su pago y su pelea con Kelleher se llevará a cabo en un peso acordado de 137 libras.

## Resultados
1. ↑  Por el Campeonato Peso Semipesado de UFC
2. ↑  Por el Campeonato Peso Pluma de Mujeres de UFC

## Bonificaciones
Los siguientes peleadores recibieron $50,000 en bonos:
- Pelea de la Noche: Alexander Volkanovski vs. Chad Mendes
- Actuación de la Noche: Amanda Nunes y Ryan Hall

## Reporte de pagos
Lo siguiente es el reporte de pago a los peleadores hecho por la Comisión Atlética del Estado de California (CSAC), no incluye bonos de patrocinadores ni los bonos tradicionales de UFC como Pelea de la Noche o Actuación de la Noche. El pago total revelado para el evento fue de $ 3,506,000.
- Jon Jones: $500,000 (sin bono por victoria) derr. Alexander Gustafsson: $500,000
- Amanda Nunes: $350,000 (sin bono por victoria) derr. Cris Cyborg: $500,000
- Michael Chiesa: $96,000 ($48,000 bono por victoria) derr. Carlos Condit: $115,000
- Corey Anderson: $130,000 ($65,000 bono por victoria) derr. Ilir Latifi: $90,000
- Alexander Volkanovski: $125,000 ($60,000 bono por victoria) derr. Chad Mendes: $87,000
- Walt Harris: $72,000 ($36,000 bono por victoria) derr. Andrei Arlovski: $300,000
- Megan Anderson: $60,000 ($30,000 bono por victoria) derr. Cat Zingano: $50,000
- Petr Yan: $52,000 ($26,000 bono por victoria) derr. Douglas Silva de Andrade: $21,000
- Ryan Hall: $38,000 ($19,000 bono por victoria) derr. B.J. Penn: $150,000
- Nathaniel Wood: $24,000 ($12,000 bono por victoria) derr. Andre Ewell: $12,000
- Uriah Hall: $110,000 ($55,000 bono por victoria) derr. Bevon Lewis: $12,000
- Curtis Millender: $36,000 ($18,000 bono por victoria) derr. Siyar Bahadurzada: $33,000
- Montel Jackson: $16,000* ($10,000 bono por victoria) derr. Brian Kelleher: $27,000

*Montel Jackson fue multado con $4,000. Fue multado con el 20% de su pago el cual fue para su rival Brian Kelleher por no dar el peso para su respectiva pelea.

## Repercusiones
El 23 de enero de 2019, se reportó que Walt Harris había fallado un test antidopaje y fue temporalmente suspendido por la Comisión Atlética del Estado de California. Dio positivo por LGD-4033, un medicamento para la pérdida de masa muscular de la misma familia de moduladores selectivos de receptores de andrógenos (SARM) como la ostarina. El 28 de febrero de 2019, Harris fue suspendido por cuatro meses y multado con $4,000 por la Comisión y su pelea contra Arlovski fue revertida a sin resultado.